# Guadalupe Camojapa
Guadalupe Camojapa är en ort i Mexiko.   Den ligger i kommunen Quimixtlán och delstaten Puebla, i den sydöstra delen av landet, 220 km öster om huvudstaden Mexico City. Guadalupe Camojapa ligger 1 420 meter över havet och antalet invånare är 139.
Terrängen runt Guadalupe Camojapa är kuperad åt nordost, men åt sydväst är den bergig. Runt Guadalupe Camojapa är det tätbefolkat, med 266 invånare per kvadratkilometer. Närmaste större samhälle är Coatepec, 18,9 km nordost om Guadalupe Camojapa. I omgivningarna runt Guadalupe Camojapa växer i huvudsak blandskog.